# NGC 4881
NGC 4881 је елиптична галаксија у сазвежђу Береникина коса која се налази на NGC листи објеката дубоког неба.
Деклинација објекта је + 28° 14' 47" а ректасцензија 12h 59m 57,9s. Привидна величина (магнитуда) објекта NGC 4881 износи 13,5 а фотографска магнитуда 14,5. Налази се на удаљености од 98,853 милиона парсека од Сунца. NGC 4881 је још познат и под ознакама UGC 8106, MCG 5-31-75, CGCG 160-238, DRCG 27-217, PGC 44686.